# Pseudoneura multifida
Pseudoneura multifida là một loài rêu trong họ Aneuraceae. Loài này được L. Gottsche mô tả khoa học đầu tiên năm 1863.